# Raya Huluan
Raya Huluan is een bestuurslaag in het regentschap Simalungun van de provincie Noord-Sumatra, Indonesië. Raya Huluan telt 1635 inwoners (volkstelling 2010).